# Чандыри
Чандыри — деревня в Тавдинском городском округе Свердловской области России. Входит в состав Ленинского сельсовета. Постоянного населения не имеет.

## Географическое положение
Деревня Чандыри муниципального образования «Тавдинского городского округа» Свердловской области расположена в 8 километрах (по автотрассе в 15 километрах) к северу-северо-востоку от города Тавды, на левом берегу реки Тавда, в 2 километрах ниже деревни Ленино.

## История деревни

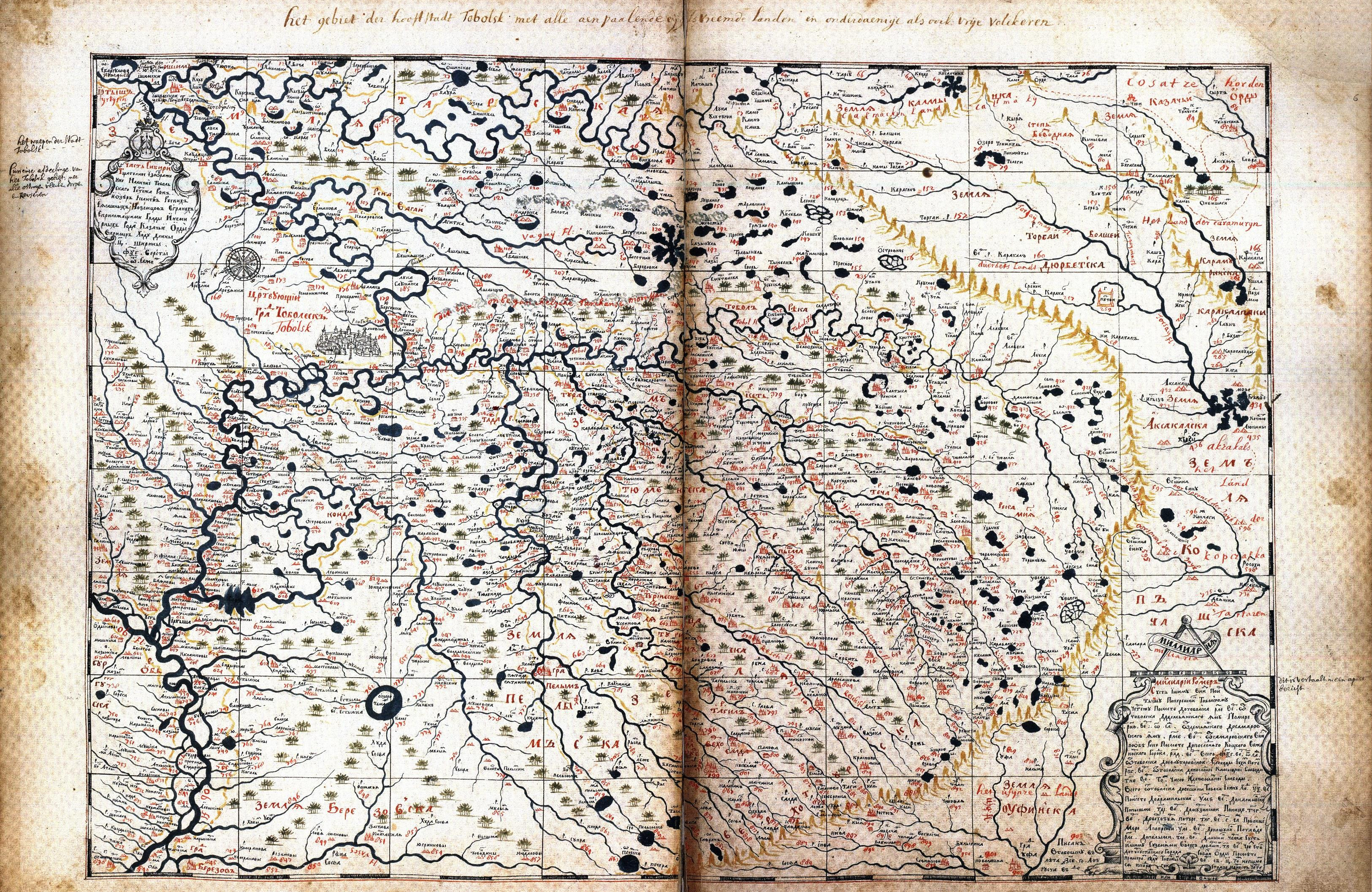
Чандыри на притоке реки Тавда. См. левее склейки карты

Чандыри показано на карте С. У. Ремезова 1701 года, на притоке реки Тавды (предположительно реки Карабашки).
Большие Чандыри на Тавде отображены на атласе 1794 года. 

## Этимология
Топоним «чандыр» в переводе с татарского означает «тощий, худой». Также, может быть связан с туркменским племенем чандыр (човдур). Возможна и иранская этимология (ср. Тандыр).

## Климат
Климат континентальный с холодной зимой и тёплым летом.

## Население
| 2002 | 2010 |
| ---- | ---- |
| 2    | ↘0   |